# Tocqueville-les-Murs
Tocqueville-les-Murs település Franciaországban, Seine-Maritime megyében. Lakosainak száma 274 fő (2022. január 1.). Tocqueville-les-Murs Bénarville, Hattenville, Rouville, Saint-Maclou-la-Brière, Trémauville és Ypreville-Biville községekkel határos.

## Népesség
A település népessége az elmúlt években az alábbi módon változott:
| Lakosok száma | 308  | 287  | 282  | 278  | 279  | 279  | 280  | 276  | 274  |
|               | 2013 | 2015 | 2016 | 2017 | 2018 | 2019 | 2020 | 2021 | 2022 |